# Alberto Iñurrategi
Pour les articles homonymes, voir Iñurrategi.
 (mai 2013).
14 sommets de plus de 8 000 mètres d'altitude
Alberto Iñurrategi Iriarte, né le 3 novembre 1968 à Aretxabaleta, est un alpiniste basque espagnol.

## Biographie
Alberto Iñurrategi réalise dans ses jeunes années des ascensions spectaculaires dans les Pyrénées, les Alpes et aux États-Unis avec notamment l'escalade du El Capitan (Yosemite) en 1989 avant de devenir rapidement un spécialiste de la chaîne himalayenne. Sa première expédition en Himalaya l'a ainsi conduit en 1990, avec son frère Félix Iñurrategi, au sommet du Pumori (7 161 m).
Il est surtout connu comme l'un des plus jeunes alpinistes (à l'âge de 33 ans) à avoir conquis les quatorze plus hauts sommets du monde, tous d'altitude supérieure à 8 000 mètres.
Il est l'un des rares (8 alpinistes officiellement[réf. nécessaire]) à avoir gravi la plupart de ces sommets en style alpin, c'est-à-dire sans apport d'oxygène et avec très peu de sherpas. Il est enfin le seul alpiniste au monde à avoir gravi les quatre sommets du Gasherbrum.
Jusqu'en 2000, il a réalisé la plupart de ses ascensions avec son frère Félix Iñurrategi qui réussit de son côté, en neuf ans à peine, à vaincre douze des quatorze sommets de plus de 8 000 mètres, avant de disparaître tragiquement en 2000, dans la descente du Gasherbrum II.
Alberto Iñurrategi a participé ces dernières années à des expéditions difficiles au Broad Peak, au Shivling (6 543 m, en Inde) et plus récemment à l'expédition Naturgas/BBK Transantartika en 2011.

## Principales ascensions et expéditions

### Les 14 sommets de plus de8 000 mètres
Après avoir bouclé son projet par l'ascension de l'Annapurna par l'Arête Est en aller-retour – première mondiale en compagnie de Jean-Christophe Lafaille –, Alberto Iñurrategi est devenu en 2002, le dixième alpiniste au monde à avoir réussi l'ascension des quatorze sommets de plus de 8 000 mètres.
Chronologie de ses ascensions :
1. 1991 : Makalu (8 463 m), Népal ;
2. 1992 : Éverest (8 849 m), Népal ;
3. 1994 : K2 ou Chogori (8 611 m), Pakistan ;
4. 1995 : Cho Oyu (8 201 m), Tibet ;
5. 1995 : Lhotse (8 516 m), Népal ;
6. 1996 : Kanchenjunga (8 586 m), Népal ;
7. 1996 : Shisha Pangma (8 027 m), Tibet ;
8. 1997 : Broad Peak (8 047 m), Pakistan ;
9. 1998 : Dhaulagiri (8 167 m), Népal ;
10. 1999 : Nanga Parbat (8 125 m), Pakistan ;
11. 2000 : Manaslu (8 163 m), Népal ;
12. 2000 : Gasherbrum II (8 035 m), Pakistan ;
13. 2001 : Gasherbrum I (8 068 m), Chine / Pakistan ;
14. 2002 : Annapurna (8 091 m), Népal.

### Autres expéditions
- 2005 : Tentative d'ascension de L'Ogre (Pakistan, 7 285 m)
- 2006 : Expédition BBK 2006 : Shivling (Inde, 6 543 m) avec Jon Beloki et Eneka Guenetxea, puis tentative d'ascension de l'Everest par la voie dite du Supercouloir ou couloir Horbein.
- 2008 : Ascension du Gasherbrum IV en style alpin par l'arête Nord-est avec José Carlos Tamayo, Ferran Latorre, Juan Vallejo et Mikel Zabalza[3]. Cette expédition, « Al fil de lo imposible », a été organisée pour célébrer le 50e anniversaire de la première ascension du Gasherbrum IV par Walter Bonatti et Carlo Mauri.
- 2009 : Naturgas Makalu (tentative d'escalade du pilier ouest du Makalu, 8 465 m) avec Juan Vallejo et Mikel Zabalza.
- 2010 : Naturgas Broad Peak : avec Juan Vallejo et Mikel Zabalza, la troisième expédition de l'histoire à avoir enchaîné les trois sommets du Broad Peak : sommet nord (7 550 m), sommet central (8 013 m) et sommet principal (8 047 m).
- 2011 : Expédition Naturgas/BBK Transantartika: toujours avec Juan Vallejo et Mikel Zabalza. Cette expédition se composa de deux traversées, celle du Groenland du sud au nord (2 200 km en 32 jours, soit 8 de moins que les prévisions) et celle de l'Antarctique sur 3 700 km, d'une côte à l'autre avec passage au pôle sud. Ces expéditions coïncident avec le centenaire de l'expédition Amundsen.

## Sources
- L'article de Wikipedia en Basque a été en partie inspiré de:"Lur hiztegi entziklopedikotik" ou "Lur entziklopedia tematikotik" du 26/12/2011. Ce dictionnaire est distribué sous la licence Creative Commons Attribution 3.0 Espagne, Open Data Euskadi site.
- Alberto Iñurrategi gravit l'Annapurna, son 14e et dernier 8000, avec JC Lafaille en 2002
- Ternua, « Alberto Iñurrategi », 2 février 2010
- Ascension du Gasherbrum IV en 2008
- Expédition au Makalu, 2009
- Gran Prize on Kendal Mountain Film Festival 2004
- Traversée du Groenland en 32 jours
- Antarctique et Pôle Sud